# İl
İl (türkisch für „Provinz“ bzw. „Regierungsbezirk“, Plural: İller) ist die Bezeichnung für die größte territoriale türkische Verwaltungseinheit. Die Türkei ist derzeit in 81 İl aufgeteilt.
Ihre Anzahl vermehrte sich seit der Gründung der Republik Türkei ständig, entsprechend der steigenden Einwohnerzahl und der Erschließung des Landes. Bis 1989, als ihre Zahl 67 betrug, waren sie entsprechend der alphabetischen Reihenfolge ihrer Namen durchnummeriert. Danach stieg ihr Zahl auf 71, bis 1990 auf 73 und schließlich auf 81. Diese neuen Provinzen bekamen mit ihrer Bildung die jeweils höchstnähere freie Nummer zugeteilt, so dass die Nummerierung heute nicht mehr der alphabetischen Reihenfolge entspricht. Aus der Reihe fällt außerdem die Provinz Mersin. Ihr Zahlencode 33 geht auf ihren früheren Namen İçel zurück. Der Name „İl“ geht auf die türkische Sprachreform zurück. Zuvor, bis 1960, war die Bezeichnung für İl Vilayet. In Osmanischer Zeit war Vilâyet hingegen die Bezeichnung einer Großprovinz, die in mehrere Sandschaks unterteilt war. Nach dem Ersten Weltkrieg, durch den das Gebiet der Türkei extrem geschrumpft war, fehlte das Bedürfnis für so große Verwaltungseinheiten, zum Teil befanden sich die Provinzzentren, auch für Gebiete, die unter türkischer Kontrolle waren, unter fremder Besatzung. Sie kamen daher in Wegfall und die Bezeichnung Vilâyet wurde auf die Sandschaks übertragen. Somit gehen etliche İl auf osmanische Sandschaks zurück, was in einigen Fällen, etwa bei Kocaeli, am Namen nachvollzogen werden kann.
Dem İl steht ein dem Innenministerium unterstellter Gouverneur, genannt Vali, vor. Dieser Vali wird nicht gewählt, sondern auf Vorschlag des Innenministers mit Zustimmung des Präsidenten vom Ministerrat ernannt. Der Vali ist Vertreter der Regierung und aller Ministerien in seinem Verwaltungsterritorium. Ausnahmen bilden das Militär und die Justiz. Ihm steht ein gewählter Rat (il meclisi) zur Seite, der einmal im Monat mit Erlaubnis des Innenministeriums zusammentritt und dessen Hauptaufgabe es ist, das Budget der Provinz zu verabschieden und damit zusammenhängende Beschlüsse zu tätigen. Aus diesem Landtag werden 4 Mitglieder gewählt, die das Jahresbudget zu kontrollieren haben und den Rat darüber informieren müssen. Die Grenzen eines İl werden laut Art. 126 der Verfassung der Republik Türkei durch geographische, ökonomische und verwaltungstechnische Notwendigkeiten bestimmt. Ein İl wiederum ist unterteilt in verschiedene İlçes (Landkreise).